# David Humphreys

a Compétitions nationales et continentales officielles uniquement.

b Matchs officiels uniquement.
Dernière mise à jour le 20 septembre 2009.
David Humphreys, né le 10 septembre 1971 à Belfast (Irlande du Nord), est un joueur de rugby à XV irlandais. Il a joué en équipe d'Irlande et évolue au poste de demi d'ouverture (1,77 m pour 83 kg).
Il est le frère aîné de Ian Humphreys, également demi d'ouverture au sein de l'effectif de l'Ulster.

## Biographie
Il a participé à 56 matchs de Coupe d'Europe (521 points).

## Statistiques en équipe nationale
- 72 sélections en équipe d'Irlande[1]
- 560 points (6 essais, 88 transformations, 110 pénalités, 8 drops)
- Sélections par années : 4 en 1996, 3 en 1997, 4 en 1998, 10 en 1999, 9 en 2000, 6 en 2001, 11 en 2002, 13 en 2003, 5 en 2004, 7 en 2005, 1 en 2006
- Tournois des Cinq/Six Nations disputés : 1996, 1997, 1998, 1999, 2000, 2001, 2002, 2003, 2004, 2005, 2006
- Participations à la Coupe du monde : 1999 (3 matchs, 3 comme titulaire), 2003 (4 matchs, 2 comme titulaire)

## Palmarès
- Ulster
  - Vainqueur de la Coupe d'Europe en 1999